# Larnaca pendleburyi
Larnaca pendleburyi är en insektsart som först beskrevs av Heinrich Hugo Karny 1926.  Larnaca pendleburyi ingår i släktet Larnaca och familjen Gryllacrididae. Inga underarter finns listade i Catalogue of Life.